# Гвоздно (Гдовский район)
Гвоздно — деревня в Гдовском районе Псковской области России. Входит в состав Первомайской волости Гдовского района.

## География
Расположена на юго-востоке района, в 69 километрах к юго-востоку от Гдова и в 18 км к юго-востоку от села Ямм.

## История
Погост Гвоздна находится в 250 верстах от Петербурга в 70 от Гдова. Название погоста производят от выделываемых здесь деревянных гвоздей, которые употребляются при постройке барок. Это усвоено ему со времени существования здесь церкви, т.е. с 1728 года, а прежде в актах Спасо-Елеазаровского монастыря (Псковские Губернские Ведомости 1860 г.), он назывался "Гвоздинскою губою Кобыльского уезда". 
Первая здешняя церковь устроена в 1728 году,в 1824 году церковь исправлена, а в 1876 г., по ветхости, сломана. Вместо этой церкви, выстроен, по плану архитектора Калитовича, в 1863 году каменный теплый храм, во имя тех же Святых, о 5-ти куполах и освящен 2 июля. 

## Население
Численность населения деревни на 2000 год 73 человека.